# 高雄市鳳山運動園區
高雄市鳳山運動園區（Kaohsiung City Fengshan Sports Park），又稱鳳山國民運動中心，是高雄市首座國民運動中心，採OT方式經營。園區內包含運動中心、鳳山游泳池、田徑場、鳳西溜冰場、網球場、鳳西羽球館、高雄市鳳山體育館等設施，全園區位於高雄市鳳山區，於2017年7月動土、2019年7月完工，2019年12月16日試營運、2019年12月23日正式啟用。

## 場館介紹
主建築設計有三層樓：
- 3F：舞蹈教室、飛輪教室
- 2F：健身房、體適能教室
- 1F：服務台、休憩空間、商店

戶外設施：
- 鳳山游泳池
- 田徑場
- 鳳西溜冰場
- 網球場
- 鳳西羽球館
- 鳳山體育館

## 週邊設施
- 鳳山運動園區地下停車場
- 高雄市立鳳西國民中學
- 鳳凌廣場
- 高雄市鳳山區鳳山國民小學
- 澄瀾砲台
- 鳳西黃昏市場
- 捷運鳳山站

### 公共自行車
- 高雄市公共自行車租賃系統：	
  - 鳳凌廣場：體育路/立志街口西北側
  - 光華安寧街口：光華路/安寧街口西北側
  - 鳳西羽球館西北側：平等路/自治街75巷口東北側

## 外部連結
- 高雄市鳳山運動園區官網 （页面存档备份，存于）
- 高雄市鳳山運動園區的Facebook專頁